# Stockholm (1856)
Stockholm var ett ånglinjeskepp i svenska flottan som sjösattes den 29 november 1856. Stockholm var från 1876 skolfartyg och år 1882 vaktfartyg innan hon blev ett logementsfartyg 1892. Hon utrangerades 1921 och höggs upp vid Torekov på Bjärehalvön.

## Utformning
Stockholm var 56,6 meter lång, 14,8 meter bred och hade ett djupgående på 6,9 meter. Fartygets deplacement uppgick till drygt 2 846 ton. 
Maskineriet på Stockholm bestod av två stycken ångpannor som genererade ånga till en Motala vinkelångmaskin. Den fullständiga maskinstyrkan uppgick till cirka 800 indikerade hästkrafter, vilket gav en maxfart på 6,5 knop. Vid segling kunde propellern hissas upp i ett schakt. 
Bestyckningen bestod vid sjösättningen av sextiofyra stycken 30-pundiga kanoner, sex stycken 72-pundiga bombkanoner samt en sexpundig landstigningskanon. Vidare var fartyget utrustat med en 18-pundig- och en 12-pundig karronad. 

## Historia
Stockholm kölsträcktes på Karlskrona örlogsvarv den 8 november 1832, men därefter gick byggandet på sparlåga. Först efter 20 års arbete blev fartyget färdigställt. Under denna tid gick den tekniska utvecklingen dock snabbt, varför man redan under byggandet försåg  linjeskeppet med ångmaskin och propeller. 
Stockholm sjösattes den 29 november 1856 och levererades till flottan den 20 maj följande år. I likhet med ånglinjeskeppet Carl XIV Johan kom fartyget inte att bli långlivat, utan omvandlades 1872 till skolfartyg, och kom tidvis att användas som logement. Året innan hade även tre av de lättare kanonerna tagits bort. 
År 1879 omklassificerades Stockholm till artilleriskolfartyg och genomgick en omfattande ombestyckning, då hon bland annat försågs med bakladdat artilleri. 
Efter ombyggnaden bestod fartygets bestyckning av följande pjäser: 
- 2 st 30-pundiga kanoner m/39
- 2 st 12-pundiga kanoner m/81
- 2 st 12-pundiga kanoner m/73
- 2 st 67 mm landstigningskanoner m/63
- 4 st 12 mm kulsprutor m/1875.
- 10 st 30-pundiga kanoner (behållna sedan tidigare)

Från och med 1881 brukades hon som vaktfartyg på Karlskrona redd och 1891 reducerades tacklingen. Följande år togs även maskineriet bort, varefter hon betecknades som logementsfartyg. Stockholm utrangerades den 30 juli 1921 och såldes till Holms varv i Råå. Hon rådbråkades därefter vid Hallands Väderö och höggs slutligen upp i Torekov.

## Bildgalleri

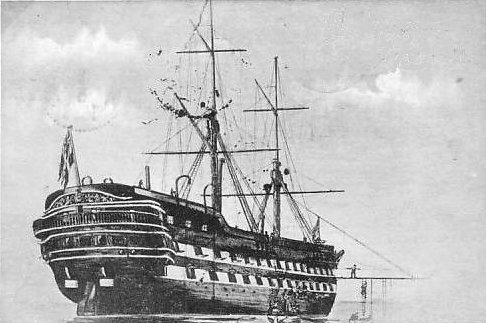
Stockholm som logementsfartyg i Bollösund ca 1893.
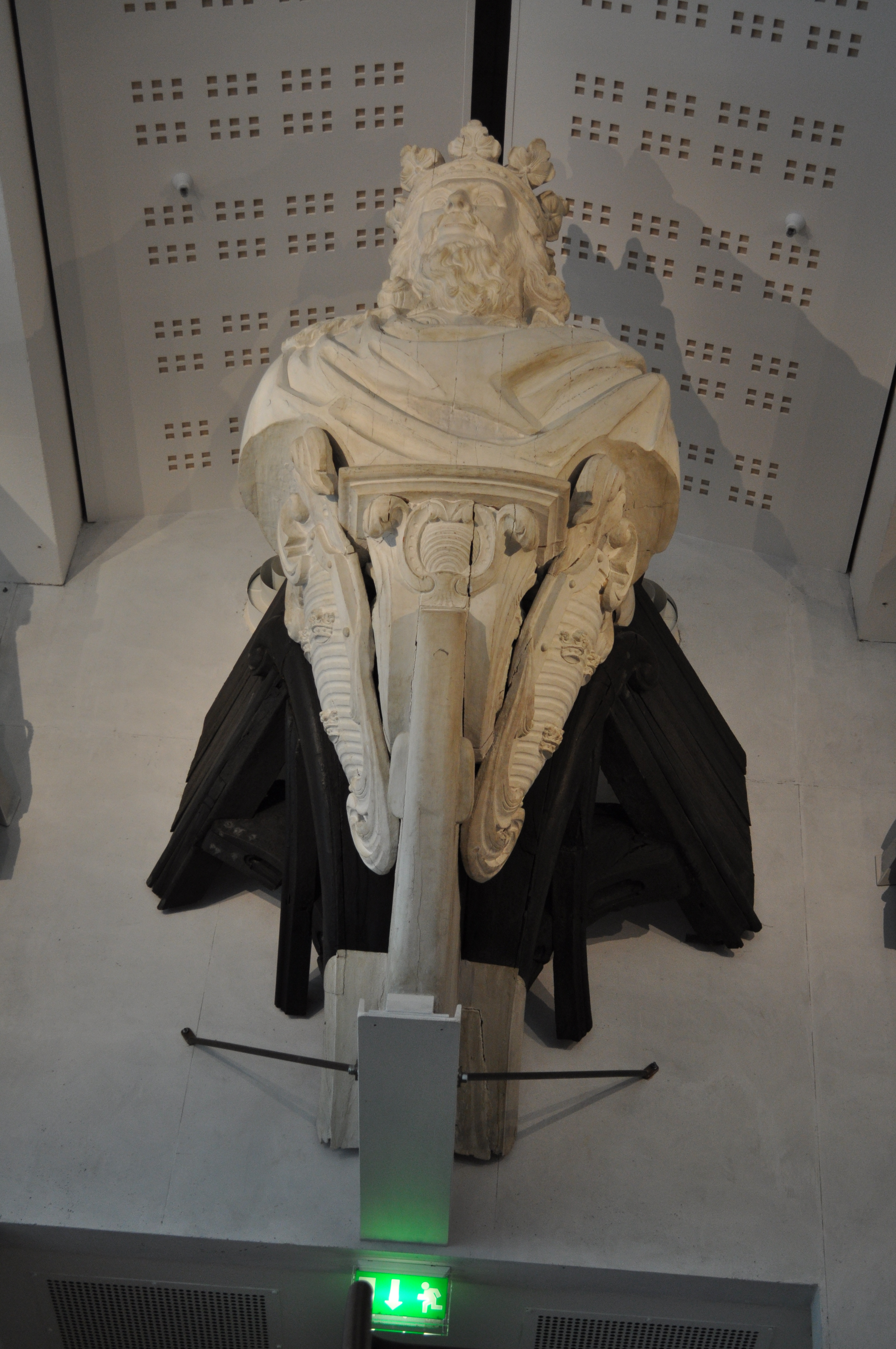
Stockholms galjonsfigur föreställande S:t Erik utförd av Lars Nordin. Galjonsfiguren finns numera utställd på Marinmuseum i Karlskrona.
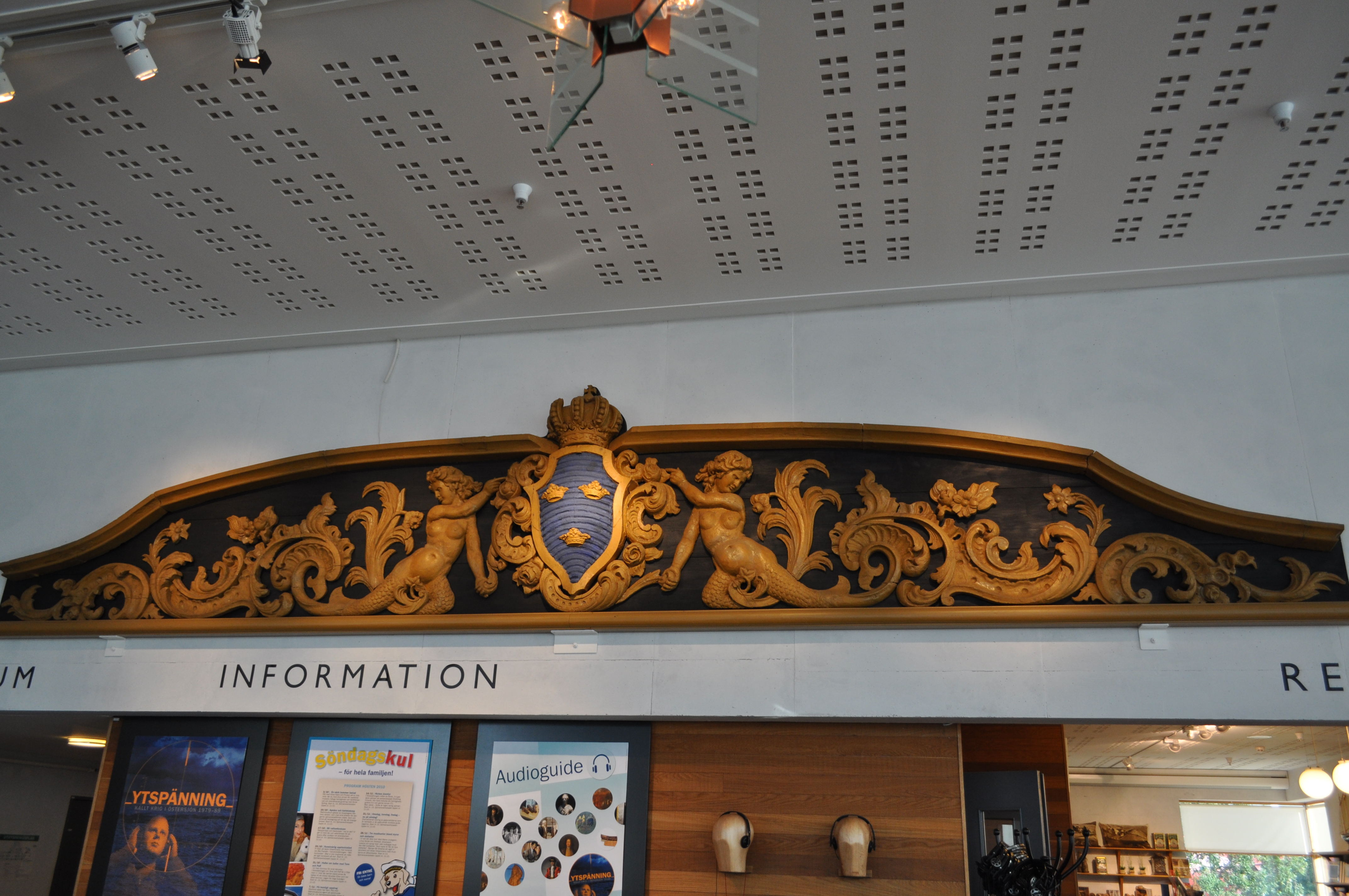
Stockholms akterornament, Marinmuseum.
Modell av Stockholms akterskepp, Sjöhistoriska museet.
Tackelritning av linjeskeppet Stockholm.